# Notoxeuglenes impressithorax
Notoxeuglenes impressithorax es una especie de coleóptero de la familia Aderidae.

## Distribución geográfica
Habita en Trinidad.